# Alois Horák
Alois Horák (28. března 1865 Salaš nebo Milotice – 31. srpna 1937 Milotice) byl český a československý politik, člen Katolické strany národní na Moravě a později meziválečný senátor Národního shromáždění ČSR za Československou stranu lidovou.

## Biografie
Počátkem 20. století se uvádí jako starosta Milotic u Kyjova. V zemských volbách roku 1906 byl s výrazným ziskem hlasů zvolen na Moravský zemský sněm. Kandidoval za českou všeobecnou kurii, obvod Kyjov, Uherský Ostroh, Strážnice a Ždánice. Byl kandidátem Katolické strany národní na Moravě.
V Miloticích inicioval založení Zemědělského družstva na zužitkování elektrické síly. V roce 1919 se podílel na vzniku družstevní cihelny v nedalekých Ratíškovicích.
Po parlamentních volbách v roce 1920 získal za lidovce senátorské křeslo v Národním shromáždění. Mandát ale nabyl až dodatečně roku 1921 jako náhradník poté, co zemřel senátor Vincenc Ševčík. V senátu zasedal do roku 1925. Profesí byl rolníkem a družstevním ředitelem v Miloticích u Kyjova. V rámci strany patřil k umírněnému křídlu.